# Det gule vandtårn
Det gule vandtårn er et 23 meter højt vandtårn beliggende på Skottenborg i Viborg. Tårnet er opført i 1927 og tegnet af arkitekt Søren Vig-Nielsen med firmaet G.R. Øllgaard som ingeniør. Det er placeret imellem bygningerne ved Region Midtjyllands hovedsæde.

## Historie
Vandtårnet blev bygget i 1927 som det sidste ud af 3 på Skottenborg. Det første blev opført i 1899 og nedrevet i 1973, og det andet tårn blev opført i 1906 og efterfølgende nedrevet i årene 1928-1929, umiddelbart efter at Det gule vandtårn var blevet sat i drift.
Navnet "Det gule vandtårn" skyldes at byens andet aktive vandtårn, placeret på Gl. Skivevej, kaldes Det røde vandtårn. Farven på tårnet er ikke længere gult, da det i årene 2008-2009 blev malet hvidt i forbindelse med en udbygning af Region Midtjyllands hovedsæde. Der var i den forbindelse planer om at rive tårnet ned, og på de første arkitekttegninger var vandtårnet ikke med. Energi Viborg som ejer tårnet havde imidlertid ingen planer om en  nedrivning, som skønnedes at ville koste omkring 10 millioner kroner. Vandtårnet er stadig i drift, og forsyner stor dele af Viborg midtby med drikkevand.
I midten af juli 2007 var vandtårnet skyld i at store dele af Viborg stod uden rent drikkevand i en uge, da colibakterier fra fugleekskrementer var trængt ind i tårnet med regnvand .